# Premio De Sanctis
Il Premio De Sanctis è un riconoscimento internazionale indirizzato a persone ed organizzazioni che rappresentano l'eccellenza della letteratura, dell’economia, della cultura europea, della salute sociale e che si siano distinte nella difesa dei diritti umani. Il premio viene promosso annualmente dalla Fondazione De Sanctis. Istituito nel 2009, è realizzato in collaborazione con la Presidenza del Consiglio dei ministri e ha l'adesione del Presidente della Repubblica.

## Storia
Il premio è intitolato a Francesco de Sanctis, importante critico letterario e storico italiano del XIX secolo. La prima edizione si è svolta il 6 ottobre 2009 con l’adesione dell'allora Presidente della Repubblica Giorgio Napolitano. Il premio è stato istituito nel 2009 dalla Fondazione De Sanctis in collaborazione con il Ministero per i Beni e le Attività Culturali. Successivamente la cerimonia di premiazione è stata ospitata della Presidenza del Consiglio dei Ministri.

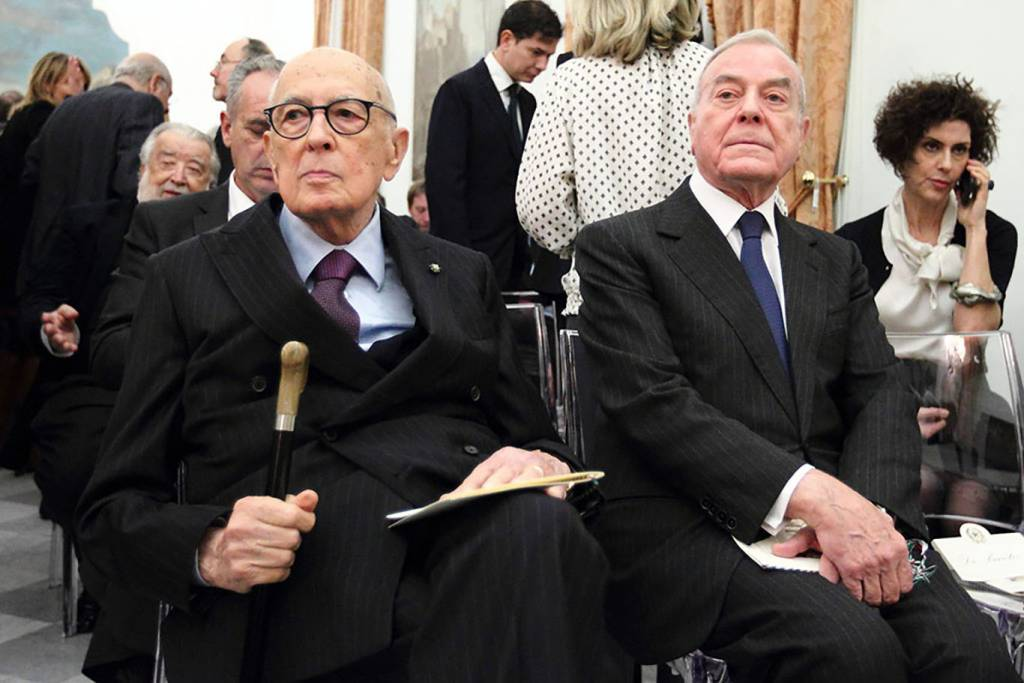
Giorgio Napolitano e Gianni Letta alla cerimonia di premiazione

Per celebrare il decennale del Premio De Sanctis nel biennio 2017 - 2019, la Fondazione ha ampliato gli ambiti di interesse del premio includendo nuovi premi oltre al premio per la lettaratura. I temi dei nuovi premi sono: Europa, letteratura, salute sociale, scienze economiche e diritti umani. Nel 2021, in collaborazione con il Ministero degli Affari Esteri e della Cooperazione Internazionale, è stato istituito il Premio De Sanctis Europa, assegnato per la prima volta a Roma l'8 giugno 2021 al direttore d'orchestra Riccardo Muti e alla scienziata Fabiola Gianotti. 
Nel 2021 è stato istituito anche il Premio De Sanctis per la salute sociale, in collaborazione con il Consiglio di Stato. La prima edizione si è tenuta il 27 settembre 2021 a Palazzo Spada, premiando Francesco Rocca in rappresentanza della Croce Rossa Italiana e monsignor Vincenzo Paglia in rappresentanza della Comunità di Sant'Egidio, oltre che Roberto Bernabei, Alessandro Boccanelli e la Regione Emilia-Romagna.  La seconda edizione si è svolta il 4 ottobre 2022 a Roma, presso la sede del Consiglio di Stato, con il premio assegnato, tra gli altri, a Claudio Giubitosi, direttore del Giffoni Film Festival.
Dal 2022, la Fondazione ha introdotto il Premio De Sanctis per le scienze economiche, in collaborazione con il Ministero dell'Economia e delle Finanze. La prima edizione si è tenuta il 6 settembre 2022 premiando gli economisti Guido Tabellini e Raffaella Sadun.
Il 25 ottobre 2022 si è svolta la prima edizione del Premio De Sanctis per i diritti umani, istituito in collaborazione con la Corte Suprema di Cassazione. La premiazione si è tenuta presso il Palazzo di Giustizia, con i premi assegnati alla missionaria Suor Elvira Tutolo e al Presidente della Corte europea dei diritti dell'uomo Róbert Ragnar Spanó.

## I premi

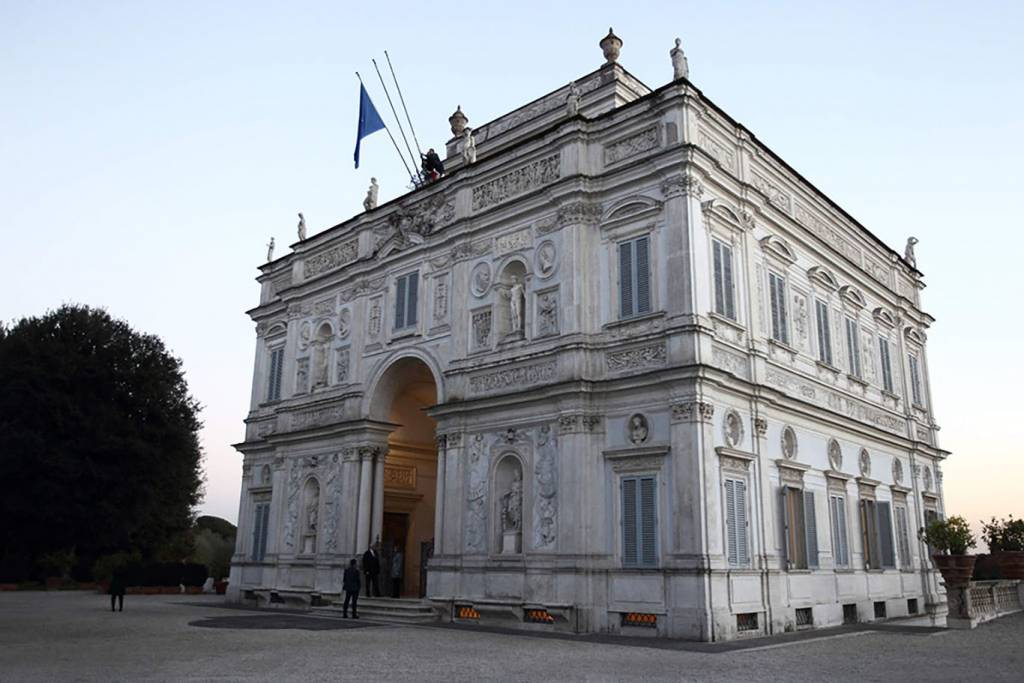
Villa Doria Pamphilj a Roma

La cerimonia di premiazione del premio “Letteratura” si tiene a Roma, presso la residenza di Stato di Villa Doria Pamphilj, gli altri premi avvengono presso diverse sedi istituzionali come Il Ministero dell'Economia e delle Finanze (Premio “Scienze economiche”), a Bruxelles presso la residenza dell’Ambasciatore d’Italia presso il Regno del Belgio (Premio “Europa”), il Palazzo Spada, sede del Consiglio di Stato (Premio “Salute sociale”) e la Corte Suprema di Cassazione (Premio “Diritti umani”).
I premi riconosciuti attualmente sono: 
- Premio De Sanctis per la letteratura (dal 2009)
- Premio De Sanctis Europa (dal 2021)
- Premio De Sanctis per la salute sociale (dal 2021)
- Premio De Sanctis per le scienze economiche (dal 2022)
- Premio De Sanctis per i diritti umani (dal 2022)

Tra i vincitori del premio per la letteratura ci sono: Massimo Cacciari, Giulio Ferroni, Stefano Agosti, Gian Luigi Beccaria, Pietro Citati, Enzo Golino, Silvio Perrella, Carlo Ossola, Ermanno Rea, Giorgio Napolitano, Carlo Cottarelli, Gustavo Zagrebelsky, Carlo Ginzburg e Liliana Segre. 

## Procedura di assegnazione
Ogni anno, per ognuna delle cinque categorie di premi (Letteratura, Europa, Diritti Umani, Scienze Economiche e Salute Sociale) viene selezionata una giuria di esperti che ha il compito di designare il vincitore.

## Albo premiati
| Edizione      | Anno | Nome premio                                                                      | Autore                                         | Opera e casa editrice                                                                                                 |
| ------------- | ---- | -------------------------------------------------------------------------------- | ---------------------------------------------- | --- |
| I edizione    | 2009 | Premio De Sanctis                                                                | Massimo Cacciari                               | Hamletica, Adelphi |
|               |      |                                                                                  | Giulio Ferroni                                 | Ariosto, Salerno editrice                                                                                             |
|               |      | Premio “eni – immaginare il futuro”                                              | Mario Perniola                                 | Miracoli e traumi della comunicazione, Einaudi                                                                        |
|               |      | Premio per il Saggio breve                                                       | Patrizia Cavalli                               | “Dietro non c’è niente” Postfazione a Doppio ritratto: Frida Kahlo, Diego Rivera, Nottetempo                          |
| II edizione   | 2010 | Premio De Sanctis per la critica letteraria                                      | Stefano Agosti                                 | Il romanzo francese dell’Ottocento – Il Mulino                                                                        |
|               |      | Premio De Sanctis per la linguistica                                             | Gian Luigi Beccaria                            | Misticanze – Garzanti                                                                                                 |
|               |      | Premio Presidenza del Consiglio dei Ministri per il teatro                       | Piero Boitani                                  | Il vangelo secondo Shakespeare – Il Mulino                                                                            |
|               |      | Premio per il Saggio breve                                                       | Raffaele Manica                                | Se il romanziere non racconta storie, Saggio introduttivo a Arbasino Romanzi e Racconti Vol 1 – I Meridiani Mondadori |
| III edizione  | 2011 | Premio De Sanctis per la saggistica                                              | Pietro Citati                                  | Con Leopardi (Mondadori)                                                                                              |
|               |      | Premio Speciale della Presidenza del Consiglio dei Ministri per l’Unità d’Italia | Massimo Onofri                                 | L’epopea infranta – Retorica e antiretorica per Garibaldi (Medusa Editore)                                            |
|               |      | Premio per la critica militante                                                  | Enzo Golino Madame                             | Storia & Lady Scrittura (Le Lettere)                                                                                  |
|               |      | Premio per il Saggio breve                                                       | Silvio Perrella                                | Introduzione a Saba, Scorciatoie e racconti (Einaudi)                                                                 |
| IV edizione   | 2012 | Premio De Sanctis per la Saggistica                                              | Carlo Ossola                                   | Introduzione alla Divina Commedia – Marsilio                                                                          |
|               |      | Premio speciale saggio breve                                                     | Elisabetta Rasy                                | Figure della malinconia – Skira                                                                                       |
|               |      | Premio Frecciarossa per la saggistica di viaggio                                 | Ermanno Rea                                    | Io reporter – Feltrinelli                                                                                             |
| V edizione    | 2013 | Premio De Sanctis per la Saggistica                                              | Stefano Rodotà                                 | Il Diritto di avere diritti, Laterza                                                                                  |
|               |      | Premio per il Saggio breve                                                       | Giulio Guidorizzi                              | Introduzione a Il Mito Greco. Gli eroi, Mondadori                                                                     |
|               |      | Premio Frecciarosa                                                               | Gabriella Caramore                             | Come un bambino. Saggio sulla vita piccola, Morcelliana                                                               |
|               |      | Segnalazione speciale “Un libro introvabile” (ex aequo)                          | Giovanni Getto                                 | Nel mondo della Gerusalemme (1968, Vallecchi Editore)                                                                 |
|               |      |                                                                                  | Guido Calogero                                 | Logo e dialogo (1950, Edizioni di Comunità)                                                                           |
| VI edizione   | 2016 | Premio del presidente della giuria                                               | I venerdì del Petrarca                         | Francisco Rico – Luca Marcozzi, Adelphi 2016                                                                          |
|               |      | Premio per il saggio breve                                                       | Estrosità rigorose di un consulente editoriale | Salvatore Silvano Nigro (a cura di), Adelphi 2016                                                                     |
|               |      | Premio per la saggistica                                                         | Il defunto odiava i pettegolezzi               | Serena Vitale, Adelphi 2015                                                                                           |
|               |      | Premio speciale della giuria                                                     | Europa Politica e passione                     | Giorgio Napolitano, Feltrinelli 2016                                                                                  |
| VII edizione  | 2017 | Premio De Sanctis per la saggistica                                              | Solo ombre                                     | Alvar Gonzalez-Palacios - Archinto 2017                                                                               |
|               |      | Premio per il Saggio breve                                                       | Albert Savarus                                 | Honoré de Balzac (a cura di Pierluigi Pellini) - Sellerio 2017                                                        |
|               |      | Premio del Presidente della Giuria                                               | Diritti per forza                              | Gustavo Zagrebelsky - Einaudi 2017                                                                                    |
| VIII edizione | 2018 | Premio saggistica economica                                                      | Carlo Cottarelli                               | I sette peccati dell’economa italiana - Feltrinelli 2018                                                              |
|               |      | Premio speciale della giuria                                                     | Giancarlo Gaeta                                | Leggere Simone Weil - Quodlibet 2018                                                                                  |
|               |      | Premio per il saggio breve                                                       | Javier Cercas                                  | E pluribus Unam, la lezione sull’Europa                                                                               |
|               |      | Premio per la saggistica                                                         | Amedeo Quondam                                 | De Sanctis e la Storiaì - Giannini 2017 e Viella 2018                                                                 |
| IX edizione   | 2019 | Premio De Sanctis alla saggistica                                                | Lina Bolzoni                                   | Una meravigliosa solitudine - Einaudi                                                                                 |
|               |      | Premio alla carriera                                                             | Carlo Ginzburg                                 | |
|               |      | Premio speciale della giuria                                                     | Raffaele La Capria                             | |
|               |      | Premio RDS al talento narrativo                                                  | Matteo Garrone                                 | |
|               |      | Premio saggio breve                                                              | Alessandro Piperno                             | Introduzione al meridiano su Philip Roth - Mondadori                                                                  |
| X             | 2021 | Premio De Sanctis per l’Impegno Civile                                           | Liliana Segre                                  | |
|               |      | Premio De Sanctis alla Carriera                                                  | Claudio Magris                                 | |
|               |      | Premio De Sanctis per il Saggio breve                                            | Tomaso Montanari                               | |
|               |      | Premio De Sanctis per la Letteratura                                             | René De Ceccatty                               | |
| XI            | 2022 | Premio per la letteratura                                                        | Benedetta Craveri                              | La contessa - Adelphi, 2021                                                                                           |
|               |      | Premio per il saggio breve                                                       | Emanuele Trevi                                 | Introduzione a Cesare Garboli, Trenta poesie famigliari di Giovanni Pascoli - Quodlibet, 2020                         |
|               |      | Premio speciale della giuria                                                     | Enrico Terrinoni                               | Joyce a Roma - Feltrinelli, 2022                                                                                      |
|               |      | Suggerimento per il “libro da ristampare”                                        | G.A. Borgese                                   | L’idea della Russia - Mondadori, 1951                                                                                 |
| XII           | 2023 | Premio Narrativa                                                                 | Antonio Franchini                              | Leggere possedere vendere bruciare - Marsilio                                                                         |
|               |      | Premio saggistica                                                                | Alfonso Berardinelli                           | Un secolo dentro l'altro, Il Saggiatore                                                                               |
|               |      | Premio speciale Giuria                                                           | Ernesto Ferrero                                | Album di Famiglia, Einaudi                                                                                            |
|               |      | Premio Giornalismo                                                               | Francesca Mannocchi                            | |
|               |      | Premio Editoria                                                                  | Elisabetta Sgarbi                              | La nave di Teseo |
| XIII          | 2024 | Premio Narrativa                                                                 | Eraldo Affinati                                | Delfini, Vessilli e cannonate. Autobiografia letteraria, Harper&Collins                                               |
|               |      | Premio alla carriera                                                             | Marco Bellocchio                               | |
|               |      | Premio speciale Giuria                                                           | Massimo Bacigalupo                             | Ezra Pound. Un mondo di poesia, Edizioni Ares                                                                         |
|               |      | Premio per il saggio breve                                                       | Sara De Simone                                 | La vita della vita. Diari (1903-1923) di Katherine Mansfield, Donzelli Editore                                        |
|               |      | Premio giornalismo                                                               | Giovanna Botteri                               | |